# Setisquamalonchaea korea
Setisquamalonchaea korea är en tvåvingeart som beskrevs av Macgowan 2007. Setisquamalonchaea korea ingår i släktet Setisquamalonchaea och familjen stjärtflugor.
Artens utbredningsområde är Sydkorea. Inga underarter finns listade i Catalogue of Life.